# Elektrostatische Fluidisierbetttechnik
Die Elektrostatische Fluidisierbetttechnik (TransApp) ist eine pistolenlose Beschichtungstechnik und bietet in Verbindung mit schnellen Aushärtungsprozessen neue Möglichkeiten zur Herstellung kompakter und wirtschaftlicher Pulverbeschichtungsanlagen vor allem für flächige Substrate, aber auch für geeignete dreidimensionale Teile.
Die mit elektrostatischen Sprühorganen arbeitenden klassischen Pulverbeschichtungsanlagen sind zwar vielseitig einsetzbar, erfordern aber voluminöse und kostenintensive Kabinen und Absaugeinrichtungen, mit hohem Reinigungsaufwand beim Farbwechsel sowie mit einer auf etwa 20 m/min begrenzten Prozessgeschwindigkeit.
Vor diesem Hintergrund wurde am Fraunhofer-Institut für Produktionstechnik und Automatisierung (IPA) in Stuttgart eine Pulverbeschichtungstechnik entwickelt, die Prozessgeschwindigkeiten bis über 150 m/min erlaubt und dadurch Hochgeschwindigkeitsbeschichtung zweidimensionaler Substrate wie Coils und Holzwerkstoffplatten ermöglicht. In diesen, bisher von hocheffizienten Flüssiglackierverfahren wie Walzenauftragstechniken oder Gießverfahren dominierten, Anwendungen liegt für Pulverlacke eines der größten Potenziale an zu beschichtenden Oberflächen.

## Prinzip
Das Grundprinzip der Beschichtungstechnik basiert auf der seit Jahrzehnten bekannten elektrostatischen Fluidisierbetttechnik: Das Pulver wird in einem Becken mit luftdurchströmtem Boden fluidisiert, also in einen flüssigkeitsähnlichen Zustand versetzt. Im Bereich des Fluidisierbodens angeordnete, hochspannungsführende Elektroden sorgen dafür, dass die Partikel aufgeladen, dadurch mittels elektrischer Feldkräfte nach oben zum vorbeibewegten geerdeten Substrat transportiert und dort abgeschieden werden. Die bei den früheren elektrostatischen Fluidisierbettsystemen oft auftretenden ungleichmäßigen Beschichtungen haben allerdings lange Zeit eine breite Anwendung dieser Technik verhindert. Es wurden daher die komplexen elektrostatischen und aerodynamischen  Vorgänge mittels Computersimulationen analysiert und daraus Ansätze zur Neugestaltung der elektrostatischen Fluidisierbetttechnik abgeleitet. Im Vordergrund stand dabei eine hohe Flexibilität bezüglich Substratgeometrie und -material, Durchlaufgeschwindigkeit, Schichtdicke und Pulverlackeigenschaften. Die diesbezüglich entscheidenden Verbesserungen liegen in neuen Möglichkeiten zur Steuerung des elektrischen Feldes und der Luftströmung. Damit lassen sich alle üblichen Pulverlacksysteme, auch feine Dünnschichtpulver, gleichmäßig applizieren.
Charakteristisch für die neue Fluidisierbetttechnik sind die extrem kompakten Anlagendimensionen, auch bei hohem Flächendurchsatz. So lassen sich mit einer 1,4 Meter langen und 0,8 Meter breiten Anlage horizontale Flächen bis zu 0,4 Meter Breite bei Geschwindigkeiten bis über 150 m/min beschichten. Dabei fallen nur wenige Prozent des Pulverdurchsatzes in Form von „Overspray“ an. Dieser lässt sich über die Randabsaugung zurückgewinnen und wieder dem Fluidisierbecken zuführen. 
Bei einer konventionellen elektrostatischen Pulverbeschichtungsanlage würde die Beschichtungsleistung der Versuchsanlage theoretisch etwa 50 Sprühpistolen erfordern, der Prozess wäre aber aufgrund der starken Luftströmungen und Schichtdickenschwankungen nicht mehr beherrschbar. 
Mit der neuen Fluidisierbetttechnik lassen sich auch geeignete dreidimensionale Teile beschichten, beispielsweise profilierte Holzwerkstoffplatten, Trapez- und Wellbleche sowie rotationssymmetrische Teile wie Dosen, Flaschen, Spiralfedern u. ä. Die das Werkstück umgebende elektrostatische Ladung erleichtert dabei eine vollständige Beschichtung der Teile. Ein wesentlicher Vorteil gegenüber der klassischen Pulverbeschichtungstechnik sind die erheblich kürzeren Beschichtungszeiten. In Verbindung mit den bei dreidimensionalen Teilen üblichen Prozessgeschwindigkeiten im Bereich unterhalb von 15 m/min erlaubt dies die Gestaltung kompakter und kostengünstiger Pulverbeschichtungsanlagen. 

## Transferapplikation
Speziell zur seitlichen Beschichtung wurde eine Variante der elektrostatischen Fluidisierbetttechnik entwickelt, bei der das Pulver zuerst auf ein Transferband appliziert und von dort mittels einer hochspannungsführenden Elektrode seitlich auf das vorbeibewegte Substrat übertragen wird. Dieses Prinzip wurde für die Pulverbeschichtung der Mantelfläche bzw. des Bodens von Dosen und Flaschen aus Aluminium bei Taktraten im Bereich von drei Werkstücken pro Sekunde umgesetzt. Die lösemittelfreie Pulverbeschichtung ist gegenüber der bisherigen Flüssiglackbeschichtung umweltfreundlicher. Die bessere mechanische Belastbarkeit der Pulverschicht wird z. B. bei der Bodenbeschichtung genutzt, um sowohl Beschädigungen des Bodens beim Fertigungs- und Abfüllprozess als auch Kratzer auf empfindlichen Möbeloberflächen beim Abstellen der Dosen bzw. Flaschen zu verhindern.

## Schnelle Einbrenntechnik
Die schnelle Applikation des Pulverlacks erfordert in der Regel auch ein schnelles Aufschmelzen und Vernetzen der Pulverschicht. Herkömmliche Durchlauf-Umluftöfen kommen aufgrund  der langen Verweildauer der Werkstücke im Ofen nur bei sehr geringen Prozessgeschwindigkeiten in Betracht. Dabei kommen mittel- und kurzwellige elektrische oder gasbetriebene Infrarotstrahler mit hoher Leistungsdichte zum Einsatz, welche Einbrennzeiten von weniger als 10 Sekunden ermöglichen. Erreicht wird die erforderliche hohe Leistung entweder über sehr hohe Strahlertemperaturen wie beim elektrischen Nahinfrarot-Strahler oder über eine sehr große strahlende Oberfläche bei geringeren Strahlertemperaturen wie bei gasbetriebenen Hellstrahlern und elektrischen Carbonstrahlern. Bei geringeren Strahlertemperaturen verteilt sich die abgestrahlte Leistung auf ein breiteres Wellenlängenspektrum. IR-Strahler dieser Art sind hinsichtlich unterschiedlicher Substrate und Pulverlack-Farbtöne universeller einsetzbar. Insbesondere  bei dreidimensionalen Substraten ist der bei Gas-Infrarotstrahlern prinzipbedingt höhere Anteil an Wärmekonvektion vorteilhaft.